# Leah Jeruto
Leah Jeruto (* 12. Mai 2000) ist eine kenianische Leichtathletin, die sich auf den Hindernislauf spezialisiert hat.

## Sportliche Laufbahn
Erste internationale Erfahrungen sammelte Leah Jeruto im Jahr 2017, als sie bei den U18-Weltmeisterschaften in Nairobi mit 61,11 s in der ersten Runde im 400-Meter-Hürdenlauf ausschied. 2024 gewann sie bei den Afrikameisterschaften in Douala in 9:36,33 min die Bronzemedaille über 3000 m Hindernis hinter der Uganderin Loice Chekwemoi und Alemnat Walle aus Äthiopien. 

## Persönliche Bestzeiten
- 3000 m Hindernis: 9:32,8 min, 18. Juni 2021 in Nairobi